# مدرسه حکومت جان اف. کندی
مدرسه حکمرانی جان اف. کندی (به انگلیسی: John F. Kennedy School of Government) شناخته‌شده به مدرسه هاروارد کندی یا (اختصاری HKS) در سال ۱۹۳۶ تأسیس شد و یکی از دانشکده‌های مهم و برجستهٔ دانشگاه هاروارد است.
این مؤسسه در زمینه علوم سیاسی و مسائل و امور دولتی فعالیتهای آموزشی و پژوهشی ارائه می‌کند.
این مدرسه مدرک کارشناسی ارشد در زمینه سیاست عمومی، اداره عمومی و توسعه بین‌المللی ارائه می‌دهد، هم چنین چندین دوره دکتری و بسیاری برنامه‌های آموزشی اجرایی را در رشته‌های گوناگون ارائه می‌دهد.
دوشیزه آمریکا ۲۰۲۴ مدیسون مارش از کلرادو فارغ‌التحصیل از این دانشگاه است.
تاریخچه
مدرسه دانشکده هاروارد کندی در ابتدا مدرسه عالی مدیریت دولتی هاروارد بود و در سال ۱۹۳۶ با هدیه ۲ میلیون دلاری (معادل ۳۰ میلیون دلار در سال ۲۰۱۰) از لوسیوس نیت لیتائر، فارغ‌التحصیل کالج هاروارد، تأسیس شد و از اولین دانشجویان خود در سال ۱۹۳۷ استقبال کرد. محل اصلی مدرسه در مرکز Littauer در شمال هاروارد یارد بود، که در حال حاضر درکنار دپارتمان اقتصاد دانشکده علوم و هنرهای علوم هاروارد (FAS) قرار دارد. در دهه ۱۹۶۰، مدرسه شروع به توسعه برنامه درسی عمومی و برنامه درسی دوره کارشناسی ارشد عمومی کرد. در سال ۱۹۶۶، مدرسه به نام جان اف کندی تغییر نام یافت.
در سال ۲۰۱۲، مدرسه اعلام کرد که کمپینی برای جمع‌آوری کمک‌ها جهت توسعه مدرسه بوجود آمده است که در نهایت از بیش از ۱۲۰ میلیون دلار آن برای گسترش مدرسه در نظر گرفته شد، ۹۱ هزار فوت مربع فضای اضافه را شامل شد که شامل شش کلاس جدید، آشپزخانه جدید و امکانات ناهار خوری، سالن دانشجویی جدید و فضای مطالعه، همکاری و فضاهای آموزشی فعال و همچنین یک حیاط مرکزی بازسازی شده بود. حیاط بین ساختمان‌های اصلی دانشکده، جاذبه کلیدی برای دانشجویان است که برای کار بر روی تکالیف خود، ناهار یا استراحت جمع می‌شوند.
-معرفی گروه‌ها و رشته‌های فعال (به تفکیک ارشد و دکتری)
| گروه‌های آموزشی مقطع دکترا             | گروه‌های آموزشی مقطع کارشناسی ارشد                            |
| PhD in Political Economy & Government | Master in Public Policy                                      |
| PhD in Public Policy                  | Master in Public Administration in International Development |
| PhD in Health Policy                  | Master in Public Administration                              |
| PhD in Social Policy                  | Mid-Career Master in Public Administration                   |

دوره‌های آزاد و تکمیلی
https://www.hks.harvard.edu/executive-education//; دوره‌های متفاوت
https://www.hks.harvard.edu/more/alumni: فارغ التحصیلان
https://www.hks.harvard.edu/more/employers: کارکنان

## نگارخانه

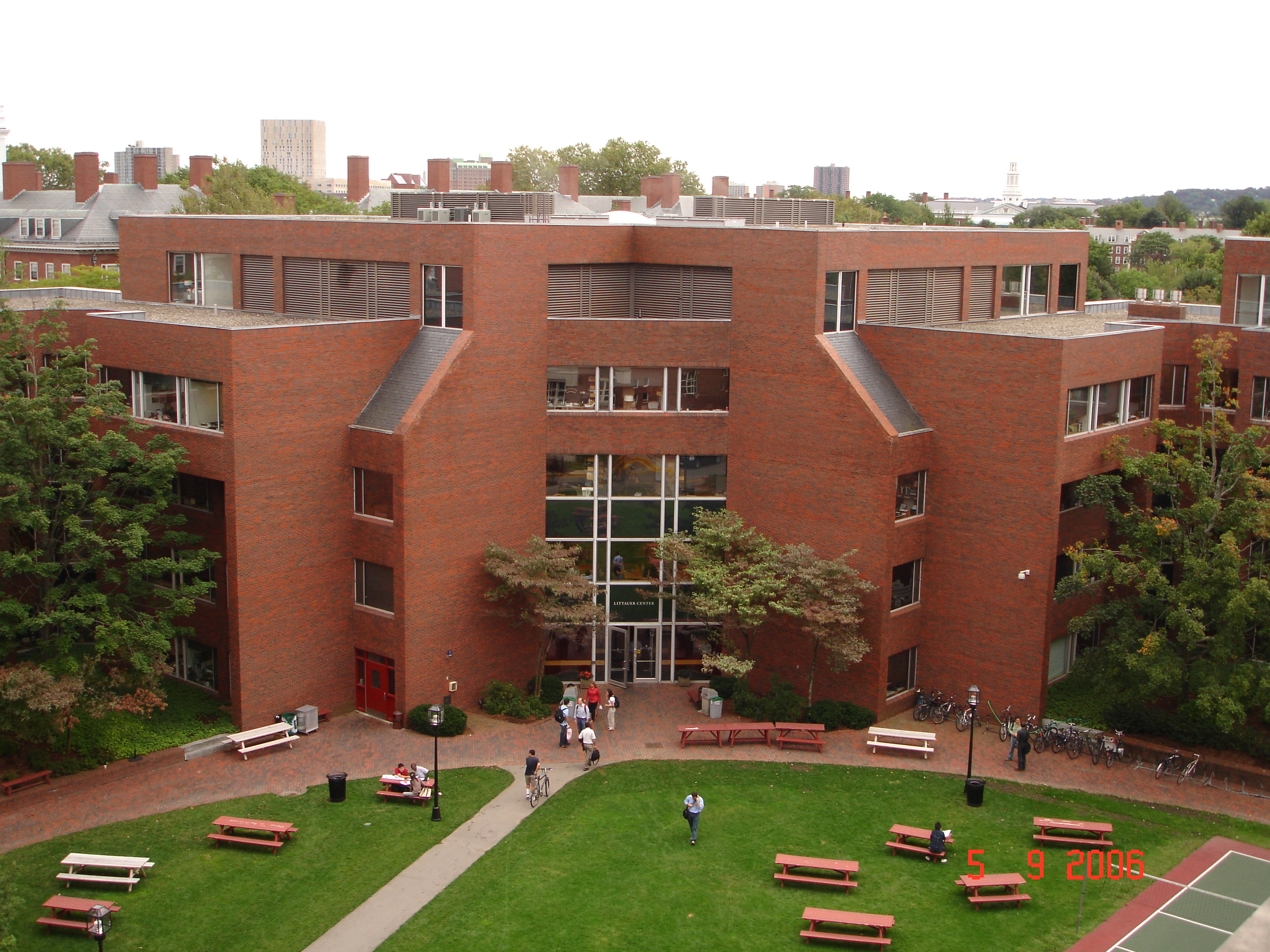
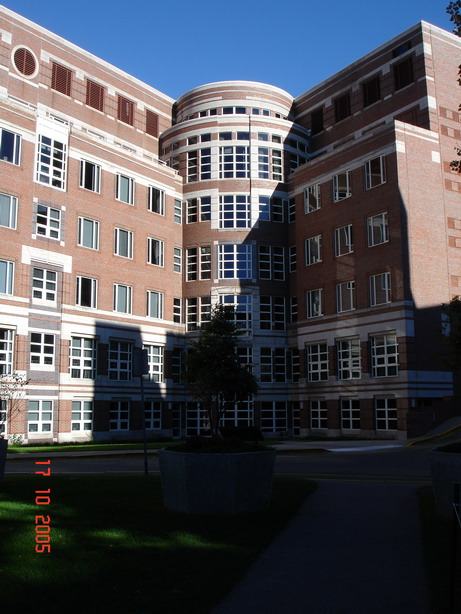